# Franck Lagorce
Franck Lagorce va ser un pilot de curses automobilístiques francès que va arribar a disputar curses de Fórmula 1.
Va néixer el 5 de setembre del 1963 a L'Haÿ-les-Roses, França.

## A la F1
Franck Lagorce va debutar a la quinzena cursa de la temporada 1994 (la 45a temporada de la història) del campionat del món de la Fórmula 1, disputant el 6 de novembre del 1994 el G.P. del Japó al circuit de Suzuka.
Va participar en un total de dues curses puntuables pel campionat de la F1 disputades ambdues a la  temporada 1994 aconseguint una onzena posició com millor classificació a una cursa i no assolí cap punt vàlid pel campionat del món de pilots.

## Resultats a la Fórmula 1
| Any  | Equip                  | Xassís | Motor   | 1   | 2   | 3   | 4   | 5   | 6   | 7   | 8   | 9   | 10  | 11  | 12  | 13  | 14  | 15      | 16     | Posició | Punts |
| ---- | ---------------------- | ------ | ------- | --- | --- | --- | --- | --- | --- | --- | --- | --- | --- | --- | --- | --- | --- | ------- | ------ | ------- | ----- |
| 1994 | Ligier Gitanes Blondes | Ligier | Renault | BRA | PAC | SMR | MON | ESP | CAN | FRA | GBR | ALE | HON | BEL | ITA | POR | EUR | JAP Ret | AUS 11 | -       | 0     |

### Resum
| Curses: | Victòries: | Pòdiums: | Poles: | Voltes ràpides: | Punts: |
| ------- | ---------- | -------- | ------ | --------------- | ------ |
| 2 (2)   | 0          | 0        | 0      | 0               | 0      |